# Webster (Iowa)
Webster es una ciudad ubicada en el condado de Keokuk, Iowa, Estados Unidos. Tiene una población estimada, a mediados de 2021, de 93 habitantes.

## Geografía
La localidad está ubicada en las coordenadas 41°26′18″N 92°10′18″O / 41.43833, -92.17167 (41.438464, -92.171718). Según la Oficina del Censo de los Estados Unidos, Webster tiene una superficie total de 0.71 km², correspondientes en su totalidad a tierra firme.

## Demografía
Según el censo de 2020, en ese momento había 94 personas residiendo en Webster. La densidad de población era de 132.39 hab./km². El 93.6% de los habitantes eran blancos, el 2.1% eran de otras razas y el 4.3% eran de una mezcla de razas. Del total de la población, el 4.3% eran hispanos o latinos de cualquier raza.